# فرودگاه آبی ناموشکا لاج
فرودگاه آبی ناموشکا لاج (به انگلیسی: Namushka Lodge Water Aerodrome) یک فرودگاه خصوصی است که یک باند فرود آب دارد. این فرودگاه در کشور کانادا قرار دارد و در ارتفاع ۲۰۴ متری از سطح دریا واقع شده‌است.